# Charlene Richard
Charlene Marie Richard (13 stycznia 1947 – 11 sierpnia 1959) była dwunastoletnią dziewczynką ze społeczności Cajun z Richard w Luizjanie w USA. Zyskała sławę dzięki licznym cudom, które według świadków miały miejsce za jej wstawiennictwem. Lokalni duchowni katoliccy oraz przedstawiciele diecezji przez lata zezwalali, promowali i uczestniczyli w ludowym kulcie Charlene przed ogłoszeniem jej Służebnicą Bożą.

## Życie i choroba
Charlene była drugą najstarszą z dziesięciorga dzieci Josepha Elvina i Mary Alice Richard. Dorośli i dzieci, którzy ją znali, uważali ją za bystrą, ale poza tym niczym nie wyróżniającą się. Była pobożną katoliczką, co było zgodne z religijnymi normami lokalnej społeczności Cajun. Matka Charlene powiedziała: „Lubiła sport i zawsze była czymś zajęta. Chodziła do kościoła i odmawiała różaniec, ale była zwyczajną małą dziewczynką”. W maju 1959 roku, po przeczytaniu książki o Teresie z Lisieux Charlene zapytała babcię, czy ona również mogłaby zostać świętą, modląc się jak Teresa.
Po tym jak zgłosiła widzenia wysokiej kobiety w czerni, która nagle znikała, oraz na podstawie obserwacji nauczyciela, że „nie jest sobą”, matka zabrała ją do lekarza. W rezultacie zaledwie dwa tygodnie przed śmiercią zdiagnozowano u niej ostrą białaczkę limfoblastyczną i hospitalizowano w szpitalu Our Lady of Lourdes w Lafayette w Luizjanie. Na prośbę rodziny kapelan szpitala Joseph Brennan, nowo wyświęcony ksiądz katolicki, poinformował ją o jej stanie zdrowia i zbliżającej się śmierci. Brennan zapoznał ją z katolicką doktryną o cierpieniu odkupieńczym. Choć choroba była bolesna, pozostała pogodna, pokornie przyjęła swój los i ofiarowała Bogu swoje cierpienia. Ksiądz Brennan był pod wielkim wrażeniem jej wiary i odwiedzał ją codziennie. Umierając, Charlene modliła się o uzdrowienie innych osób lub nawrócenie na katolicyzm. Ordynatorka oddziału pediatrii w szpitalu, zakonnica Theresita Crowley, również była świadkiem jej spokojnej akceptacji cierpienia i modlitw za innych. Brennan i Crowley twierdzili, że ci, za których modliła się Charlene, wyzdrowieli lub zostali katolikami. Charlene zmarła 11 sierpnia 1959 roku i została pochowana w Richard w Luizjanie.
Przed jej śmiercią Brennan i Crowley zaczęli opowiadać ludziom o Charlene, a jej rodzina dowiedziała się, że istnieje przekonanie, że jest „wyjątkowa”. Floyd J. Calais, katolicki ksiądz i kapelan szpitala charytatywnego w Lafayette, był bliskim przyjacielem księdza Brennana. W 1961 roku Calais zaczął modlić się za wstawiennictwem Charlene o przydzielenie go do parafii. W tym samym roku został przydzielony do parafii St. Edwards w Richard w Luizjanie – miejsca pochówku Charlene. Tam odkrył potrzebę zebrania pieniędzy na budowę nowego kościoła. Calais mówi, że „był zapraszany na rekolekcje i zaczął opowiadać o Charlene, o tym, jak dostąpiła Bożej łaski, zanim umarła” oraz o potrzebie pieniędzy na budowę nowego kościoła w parafii. „Ludzie zaczęli chodzić na jej grób” – powiedział – „i zaczęli wysyłać czeki na budowę kościoła. Myślałem, że budowa potrwa 8–10 lat, ale ukończyliśmy ją w dwa i pół roku”.
Już pod koniec lat 60. XX w., a najpóźniej w 1972 r. w obiegu znajdowały się kartki modlitewne z napisem „wyłącznie do nabożeństwa prywatnego” ze zdjęciem Charlene, modlitwą do niej i modlitwą o jej beatyfikację, a kopie kserograficzne często wysyłano do osób potrzebujących pomocy. Seria artykułów o Charlene z 1975 roku w gazecie diecezji Lafayette szerzyła kult i została ponownie opublikowana w broszurze Charlene, A Saint from Southwest Louisiana w 1979 roku. Dodano świadectwa osób, które wierzyły, że odniosły korzyść dzięki modlitwie do Charlene, a broszura została ponownie opublikowana w 1988. W okolicy rozwinęło się powszechne przekonanie, że Charlene będzie wstawiała się w Niebie, aby ludzkie modlitwy zostały wysłuchane.
Do 1989 roku wiara ta rozprzestrzeniła się poza region zamieszkiwany przez społeczność Cajun. Każdego tygodnia setki osób odwiedzało grób Charlene, który został oświetlony, aby wizyty mogły odbywać się wieczorem. Udostępniono tam również skrzynkę, w której można było zostawić Charlene intencje modlitewne na piśmie. W trzydziestą rocznicę jej śmierci w tym samym roku odprawiona została tam Msza święta na świeżym powietrzu, w której wzięło udział cztery tysiące osób, a którą relacjonowały stacje telewizyjne Luizjany i Cable News Network, a o której pisały gazety w Luizjanie, Dallas, Houston i Miami, Orlando, Albany i Seattle. Doniesienia medialne sprawiły, że historia Charlene Richard zyskała rozgłos na całym świecie, a zainteresowanie nią pojawiło się w Jugosławii, Chorwacji, Australii i Afryce. Około tysiąca osób uczestniczyło tam we mszach rocznicowych zarówno w 1991, jak i 1999 r., z czego około 400 w 2007 r., a tysiące przybywają na jej grób każdego roku, w tym wynajętymi autobusami z Nowego Orleanu.

## Stanowisko Kościoła Katolickiego
Chociaż proces beatyfikacyjny Charlene rozpoczął się w 2020 roku, rzymskokatolicka diecezja Lafayette zaczęła już w 1991 roku zbierać świadectwa dotyczące pomocy uzyskanej za jej pośrednictwem. W przeciwieństwie do tradycyjnego wsparcia dla beatyfikacji, które rozpoczyna się od powszechnej pobożności i dopiero później zostaje uznane przez Kościół, wsparcie dla beatyfikacji Charlene rozpoczęło się poza jej najbliższym otoczeniem i zaczęło się od działań duchowieństwa, poczynając od księży Brennana, Calais i siostry Crowley. Biskup diecezji Lafayette, Maurice Schexnayder, który pełnił urząd w czasie jej śmierci, wielokrotnie odwiedzał jej grób i określał ją mianem świętej. Inny biskup tej diecezji, Harry Flynn, przewodniczył Mszy św. z okazji trzydziestej rocznicy w 1989 r. wraz z szesnastoma innymi księżmi. Diecezja zatwierdziła także utworzenie prywatnej organizacji Friends of Charlene, która miałaby szerzyć jej historię.
W styczniu 2020 r. Biskup J. Douglas Deshotel z diecezji Lafayette otworzył proces beatyfikacyjny Charlene podczas sobotniej Mszy św. w Centrum Immaculata w Lafayette wraz z nauczycielem i ewangelistą z Arnaudville Auguste Nonco Pelafigue. Po mszy Richard i Pelafigue zostali oficjalnie nazwani Sługami Bożymi.
W dniu 17 listopada 2021 r. na posiedzeniu Konferencji Episkopatu Stanów Zjednoczonych w Baltimore w stanie Maryland głosowano za poparciem sprawy beatyfikacji i kanonizacji Charlene.